# Quyền LGBT ở Úc
Quyền đồng tính nữ, đồng tính nam, song tính và chuyển giới ở Úc đã phát triển từ cuối thế kỷ XX đến thời điểm người LGBT ở Úc được bảo vệ khỏi sự phân biệt đối xử và được hưởng các quyền và trách nhiệm như những người khác.
Úc là một liên bang, với hầu hết các luật ảnh hưởng đến các quyền LGBT và Liên giới tính được thực hiện bởi tiểu bang và vùng lãnh thổ. Trong khoảng thời gian 1975 và 1997, các tiểu bang và vùng lãnh thổ dần dần bãi bỏ luật chống đồng tính luyến ái có từ thời Đế quốc Anh. Kể từ năm 2016, mỗi khu vực tài phán có độ tuổi đồng ý cho tất cả các hành vi tình dục. Tất cả các khu vực pháp lý cung cấp các chương trình gia hạn để xóa hồ sơ tội phạm của những người bị buộc tội hoặc bị kết án vì các hành vi tình dục đồng thuận không còn bất hợp pháp.
Úc hợp pháp hóa hôn nhân đồng giới vào ngày 9 tháng 12 năm 2017. Các quốc gia và vùng lãnh thổ bắt đầu cấp quan hệ đối tác trong nước và công nhận mối quan hệ cho các cặp đồng giới từ năm 2003 trở đi, với sự công nhận của luật liên bang các cặp đồng giới từ năm 2009 như các mối quan hệ de facto. Bên cạnh hôn nhân, các mối quan hệ đồng giới có thể được các quốc gia hoặc vùng lãnh thổ thừa nhận theo nhiều cách khác nhau, bao gồm thông qua kết hợp dân sự, quan hệ đối tác trong nước, các mối quan hệ đã đăng ký và/hoặc như các mối quan hệ de facto.
Con nuôi đồng giới và con nuôi chung là hợp pháp trên toàn quốc, với sự bảo vệ đồng thời của liên bang về xu hướng tình dục, bản dạng giới và tình trạng liên giới tính kể từ ngày 1 tháng 8 năm 2013.
Quyền chuyển giới ở Úc bao gồm sửa đổi giới tính hợp pháp của một người trong hồ sơ chính thức như giấy khai sinh, mặc dù một số khu vực pháp lý yêu cầu chuyển đổi giới tính phải được thực hiện trước tiên. Người Úc bên ngoài nhị phân giới tính có thể đăng ký hợp pháp một giới tính "không cụ thể" trên các tài liệu pháp lý liên bang của họ và trong hồ sơ của một số tiểu bang và vùng lãnh thổ. Tuy nhiên, quyền liên giới tính ở Úc không được bảo vệ hoàn toàn, với nhiều người Úc liên giới phải đối mặt với sự ép buộc can thiệp y tế trong thời thơ ấu.
Úc được công nhận là một trong những quốc gia thân thiện với người đồng tính nhất trên thế giới, với các cuộc thăm dò ý kiến và Khảo sát Bưu chính Luật Hôn nhân Úc cho thấy sự ủng hộ phổ biến rộng rãi cho hôn nhân đồng giới. Một cuộc thăm dò năm 2013 Pew Research cho thấy 79% người Úc đồng ý rằng đồng tính luyến ái nên được xã hội chấp nhận, khiến nó trở thành quốc gia hỗ trợ thứ năm được khảo sát trên thế giới. Với lịch sử lâu đời về hoạt động LGBT và lễ hội Mardi Gras đồng tính nữ và đồng tính nam hàng năm, Sydney đã được coi là một trong những thành phố thân thiện với người đồng tính nhất ở Úc và trên toàn thế giới.

## Con nuôi và nuôi dạy con cái
Các tiểu bang và vùng lãnh thổ đưa ra luật liên quan đến nhận con nuôi và nuôi dạy trẻ em. Kể từ tháng 4 năm 2018, các cặp đồng giới có thể nhận con nuôi ở tất cả các khu vực pháp lý ở Úc. Cuộc điều tra dân số Úc năm 2011 đã đếm được 6.300 trẻ em sống trong các gia đình có cùng giới tính, tăng từ 3.400 vào năm 2001, chiếm một phần nghìn trong số tất cả trẻ em trong các gia đình vợ chồng (0,1%). Altrogistic Surrogacy là hợp pháp trong tất cả các khu vực pháp lý của Úc - ngoại trừ Tây Úc (nơi hợp pháp cho các cặp vợ chồng dị tính nhưng bất hợp pháp cho người độc thân và các cặp đồng giới). Mang thai hộ thương mại bị cấm trên toàn quốc. Lãnh thổ phía Bắc không có luật về thay thế. Trong những năm gần đây, sự gia tăng mạnh mẽ trong việc sử dụng các chương trình thay thế ở nước ngoài đã xảy ra giữa cả các cặp đồng giới và khác giới, tạo ra một số lo ngại pháp lý độc đáo liên quan đến quyền công dân và quyền nuôi dạy con cái. Người ta tin rằng chỉ có 1 trong 20 thỏa thuận thay thế xảy ra ở Úc, với hầu hết tất cả liên quan đến người thay thế nước ngoài chủ yếu từ Đông Nam Á và Hoa Kỳ. [[Công nghệ hỗ trợ sinh sản có hỗ trợ vào tháng 3 năm 2017. Đối tác đồng giới nữ của các bà mẹ thường được coi là đồng cha mẹ tự động của (các) đứa trẻ được sinh ra do kết quả của việc hỗ trợ sinh sản.
| Bang/Lãnh thổ                     | Đơn khởi kiện đồng giới | Áp dụng cá nhân (LGBT hoặc không LGBT) | Con nuôi cùng giới | Mang thai hộ nhân đạo cho các cặp đồng giới                           |
| --------------------------------- | ----------------------- | -------------------------------------- | ------------------ | --------------------------------------------------------------------- |
| Lãnh thổ Thủ đô Úc                | Có (Từ năm 2004)        | Có (Từ năm 1993)                       | Có (Từ năm 2004)   | Có                                                                    |
| New South Wales và Norfolk Island | Có (Từ năm 2010)        | Có (Từ năm 2000)                       | Có (Từ năm 2010)   | Có                                                                    |
| Lãnh thổ phía Bắc                 | Có (Từ năm 2018)        | / Xem chú thích                        | Có (Từ năm 2018)   | / (Luật pháp im lặng về bất kỳ sự thay thế nào)                       |
| Queensland                        | Có (Từ năm 2016)        | Có (Từ năm 2016)                       | Có (Từ năm 2016)   | Có (Từ năm 2010)                                                      |
| Nam Úc                            | Có (Từ năm 2017)        | / Xem chú thích                        | Có (Từ năm 2017)   | Có                                                                    |
| Tasmania                          | Có (Từ năm 2013)        | Có                                     | Có (Từ năm 2004)   | Có                                                                    |
| Victoria                          | Có (Từ năm 2016)        | Có                                     | Có (Từ năm 2007)   | Có                                                                    |
| Tây Úc                            | Có (Từ năm 2002)        | Có                                     | Có (Từ năm 2002)   | Không (Chỉ cấm như vậy ở Úc; luật đang chờ xử lý để loại bỏ lệnh cấm) |

## Chống phân biệt đối xử

### Bảo vệ pháp luật liên bang
Trước ngày 1 tháng 8 năm 2013, Úc đã không phân biệt đối xử một cách toàn diện dựa trên xu hướng tính dục ở cấp liên bang. Tuy nhiên, để đáp ứng thỏa thuận của Úc trong việc thực hiện nguyên tắc không phân biệt đối xử trong việc làm và nghề nghiệp theo Công ước Tổ chức Lao động Quốc tế số 11 (ILO 111), Đạo luật Ủy ban Cơ hội Nhân quyền và Bình đẳng 1986 đã thành lập HREOC, và trao quyền cho họ điều tra các khiếu nại về phân biệt đối xử trong việc làm và nghề nghiệp trên nhiều lý do, bao gồm cả xu hướng tình dục, và giải quyết các khiếu nại đó bằng hòa giải.  Nếu không thể hòa giải, Ủy ban chuẩn bị báo cáo cho Tổng chưởng lý liên bang, người sau đó lập báo cáo trong Quốc hội. Phân biệt đối xử việc làm trên cơ sở "khuynh hướng tình dục" cũng được coi là bất hợp pháp trong Đạo luật công bằng năm 2009, cho phép khiếu nại được đưa ra cho Thanh tra viên làm việc công bằng.
Đạo luật Nhân quyền (Hành vi tình dục) năm 1994 quy định rằng hành vi tình dục chỉ liên quan đến người lớn (18 tuổi trở lên) hành động riêng tư sẽ không bị sự can thiệp tùy tiện của cơ quan thực thi pháp luật. Điều này áp dụng cho bất kỳ luật nào của Liên bang, Tiểu bang hoặc Lãnh thổ.
Vào cuối năm 2010, Chính phủ Lao động Gillard đã công bố đánh giá về luật chống phân biệt đối xử của liên bang, với mục đích đưa ra một luật bình đẳng duy nhất bao gồm cả xu hướng tính dục và bản dạng giới. Cách tiếp cận này đã bị từ bỏ và thay vào đó vào ngày 25 tháng 6 năm 2013, [[Nghị viện Quốc hội Úc  bằng cách thông qua Đạo luật Sửa đổi phân biệt giới tính (Thiên hướng tình dục, Nhận dạng giới tính và Tình trạng liên giới tính) 2013.
Từ ngày 1 tháng 8 năm 2013, lần đầu tiên phân biệt đối xử với người đồng tính nữ, đồng tính nam, song tính, chuyển giới và liên giới trở thành bất hợp pháp theo luật quốc gia.  Các nhà cung cấp dịch vụ chăm sóc người cao tuổi thuộc sở hữu của các nhóm tôn giáo sẽ không còn có thể loại trừ những người khỏi các dịch vụ chăm sóc người già dựa trên tình trạng quan hệ tình dục đồng giới hoặc LGBTI của họ.  Tuy nhiên, các trường tư thục thuộc sở hữu tôn giáo và bệnh viện thuộc sở hữu tôn giáo được miễn trừ khỏi bản sắc giới tính và các điều khoản định hướng giới tính trong Đạo luật  Sửa đổi phân biệt giới tính (Định hướng tình dục, Nhận dạng giới tính và Tình trạng liên giới tính). Không có miễn trừ tôn giáo tồn tại trên cơ sở tình trạng liên giới tính.

#### Miễn trừ tôn giáo
Khi giới thiệu các biện pháp bảo vệ phân biệt đối xử liên bang cho người LGBTI, Chính phủ Gillard hứa rằng các cơ quan tôn giáo sẽ được miễn trừ, trừ khi họ là những nhà cung cấp dịch vụ chăm sóc người già nhận được tài trợ của Liên bang. Miễn trừ chính là trong các phần 37 và 38 của Đạo luật phân biệt giới tính 1984, bao gồm khả năng các tổ chức giáo dục tôn giáo phân biệt đối xử với học sinh và giáo viên LGBT "để tránh tổn thương cho tính nhạy cảm tôn giáo của tín đồ của tôn giáo đó ". Vào năm 2017, giáo viên Craig Campbell của Perth đã bị đuổi khỏi một trường học Baptist sau khi anh tiết lộ giới tính của mình trên phương tiện truyền thông xã hội. Greens hứa sẽ bãi bỏ miễn trừ tôn giáo đối với các biện pháp bảo vệ chống phân biệt đối xử LGBT trước cuộc bầu cử năm 2016, trong khi vào tháng 1 năm 2018, Đảng Lao động tuyên bố họ không có kế hoạch thay đổi hiện trạng. Trước cuộc tranh luận về hôn nhân đồng giới, Chính phủ Turnbull đã tiến hành đánh giá các quyền tự do tôn giáo do Phillip Ruddock, sau khi các chính trị gia Liên minh bảo thủ kêu gọi tăng quyền tự do tôn giáo để phân biệt đối xử với người LGBT. Sự cần thiết phải bảo vệ tự do tôn giáo đã được Scott Morrison nhấn mạnh sau khi ông thay thế Malcolm Turnbull làm Thủ tướng.
Vào tháng 10 năm 2018, nhiều phần khác nhau của báo cáo Ruddock Review đã bị rò rỉ, trong đó bao gồm các khuyến nghị để làm rõ cách các trường tôn giáo có thể phân biệt đối xử với giáo viên và học sinh LGBT. Điều này dẫn đến phản ứng dữ dội của giới truyền thông và bỏ phiếu cho thấy sự phân biệt tôn giáo hợp pháp đối với học sinh và giáo viên đồng tính bị đa số người Úc phản đối, với sự phản đối của các cử tri của mỗi đảng. The Greens chuyển sang bãi bỏ hoàn toàn các trường hợp miễn trừ tôn giáo, với Lao động đề nghị làm việc với Liên minh để bãi bỏ các miễn trừ phân biệt đối xử của học sinh. Sau khi ban đầu bảo vệ nguyên trạng, Morrison tuyên bố Liên minh sẽ xóa bỏ quyền miễn trừ cho phép trẻ em LGBT bị phân biệt đối xử. Sau đó, Lao động đã đề nghị bãi bỏ các miễn trừ cho phép sa thải giáo viên LGBT, được hỗ trợ từ Thủ quỹ Tự do Josh Frydenberg và bầu cử Wentworth Dave Sharma, nhưng chia rẽ Đảng Tự do rộng lớn hơn. Bất chấp lời hứa sẽ nhanh chóng chuyển sang vấn đề này, Chính phủ và phe đối lập không đồng ý với những sửa đổi được đưa ra, đổ lỗi cho nhau vì sự bế tắc. Năm 2019, Chính phủ Morrison đã chuyển vấn đề này lên Ủy ban cải cách luật pháp Úc.

### Bảo vệ pháp luật nhà nước và lãnh thổ
Mỗi tiểu bang và vùng lãnh thổ đã đưa ra luật chống phân biệt đối xử của riêng mình để bảo vệ người LGBTI khỏi sự phân biệt đối xử trước khi Liên bang làm như vậy vào năm 2013. Các biện pháp bảo vệ chống phân biệt đối xử đầu tiên được ban hành tại New South Wales bởi Wran Chính phủ  vào năm 1982, hai năm trước khi phi hạt nhân hóa đồng tính luyến ái ở bang đó. Tất cả đều có miễn trừ tôn giáo, mặc dù sự phân biệt đối xử của các trường tôn giáo đối với học sinh LGBT không được phép ở Queensland, Lãnh thổ phía Bắc hoặc Tasmania. Nam Úc yêu cầu một trường tôn giáo phân biệt đối xử với sinh viên LGBT để đặt vị trí của mình trong chính sách bằng văn bản. Luật phân biệt đối xử của Tasmania có ít miễn trừ nhất, cấm phân biệt đối xử bởi các trường tôn giáo chống lại cả nhân viên và học sinh LGBT.

### Phòng thủ hoảng loạn đồng tính
Trong lịch sử các tòa án Úc đã áp dụng học thuyết khiêu khích để cho phép sử dụng "biện pháp phòng vệ đồng tính luyến ái", thường được gọi là Phòng thủ hoảng loạn đồng tính". Điều này có nghĩa là đối với các tội phạm bạo lực như giết người, một kẻ giết người nam có thể lập luận rằng một tiến bộ đồng tính không mong muốn từ một người đàn ông khác đã kích động anh ta mất kiểm soát và phản ứng dữ dội, dẫn đến trách nhiệm hình sự của anh ta bị hạ cấp từ giết người xuống ngộ sát và do đó giảm hình phạt.
Lần sử dụng đầu tiên được ghi nhận trong phòng thủ ở Úc là trường hợp R v Murley Victoria năm 1992, trong đó một người đàn ông được tha bổng tội giết người sau khi giết chết một người đàn ông đồng tính đã bị cáo buộc đã có một tình về phía anh. Việc bào chữa được công nhận trên toàn quốc bởi đa số Tòa án tối cao Úc trong vụ kiện Green v the Queen năm 1997. Điều này dẫn đến lời kêu gọi quốc phòng bị bãi bỏ bởi pháp luật.
Một số tiểu bang và lãnh thổ sau đó đã bãi bỏ việc bảo vệ khiêu khích hoàn toàn, bao gồm Tasmania, New South Wales, Tây Úc và Victoria. Lãnh thổ Thủ đô Úc và Lãnh thổ phía Bắc đã thực hiện một cách tiếp cận có mục tiêu hơn để cải cách, đặc biệt bãi bỏ sự sẵn có của những tiến bộ đồng tính luyến ái không bạo lực như một sự bảo vệ. Queensland đã thực hiện một cách tiếp cận tương tự vào năm 2017 bằng cách loại bỏ "tiến bộ tình dục không mong muốn" khỏi sự bảo vệ khiêu khích, đồng thời cho phép các tòa án xem xét các trường hợp của một "nhân vật đặc biệt".
Nam Úc là tiểu bang duy nhất giữ được sự phòng thủ hoảng loạn của người đồng tính; tuy nhiên, sau khi xem xét bởi Tổng chưởng lý của Viện cải cách luật pháp Nam Úc Vickie Chapman đã cam kết bãi bỏ nó.

### Chương trình chống bắt nạt học đường
Liên minh trường học an toàn Úc tìm cách chống lại lạm dụng hoặc bắt nạt chống LGBTI, mà nghiên cứu đề xuất là phổ biến trên khắp các trường học ở Úc. Ban đầu được thành lập tại các trường học Victoria vào năm 2010, chương trình đã được triển khai trên toàn quốc vào năm 2014 theo Chính phủ Abbott. Chương trình đã nhận được sự hỗ trợ từ phần lớn các chính phủ tiểu bang, các nhóm hỗ trợ LGBTI và các tổ chức tôn giáo và phi chính phủ khác như beyondblue, headspace và Hiệp hội Hiệu trưởng Trung học Úc.
Tuy nhiên, chương trình phải đối mặt với sự chỉ trích vào năm 2015 và 2016 từ những người bảo thủ xã hội bao gồm Christian Christian Lobby, các chính trị gia của LNP như Cory Bernardi, George Christensen Eric Abetz, Malcolm Turnbull, Tony Abbott, Kevin Andrew và cựu thượng nghị sĩ Lao động Joe Bullock vì đã truyền giáo cho trẻ em với thuyết tương đối văn hóa" and age-inappropriate sexuality và gender concepts in schools, trong khi những người khác chỉ trích quan điểm chính trị của Marxist về Roz Ward, một nhân vật quan trọng trong chương trình. Các kiến nghị cũng được đưa ra chống lại chương trình bởi các thành viên của cộng đồng Trung Quốc và Ấn Độ của Úc.
Những lo ngại đã dẫn đến việc xem xét theo Chính phủ Turnbull, đã thực hiện một số thay đổi như hạn chế chương trình ở trường trung học, loại bỏ các hoạt động đóng vai và yêu cầu sự đồng ý của phụ huynh trước khi học sinh tham gia. Những thay đổi liên bang đã bị chính phủ Victoria và Lãnh thổ thủ đô Úc từ chối, những người kiên trì với chương trình ban đầu và tuyên bố họ sẽ tài trợ nó một cách độc lập với Chính phủ Liên bang. Những thay đổi liên bang được hỗ trợ ở New South Wales, Tây Úc và Tasmania, trong khi Queensland và Nam Úc đã lên tiếng chỉ trích mà không thông báo liệu họ có thực hiện các thay đổi liên bang. Vào tháng 12 năm 2016, Chính phủ Liên bang đã xác nhận rằng họ sẽ không gia hạn tài trợ cho chương trình sau khi hết hạn vào giữa năm 2017. Chương trình này hoạt động rộng rãi ở Victoria và được Chính phủ Tiểu bang tài trợ hoàn toàn. Chính phủ tiểu bang cũng chịu trách nhiệm hoàn toàn cho các chương trình được tài trợ trực tiếp tại Nam Úc, và Lãnh thổ thủ đô Úc. Một số trường học ở Tây Úc, Queensland, Tasmania và Lãnh thổ phía Bắc vẫn đăng ký vào cơ quan đăng ký Trường học an toàn quốc gia.

## Quyền chuyển giới

### Công nhận giới
Giấy khai sinh và giấy phép lái xe thuộc thẩm quyền của các tiểu bang, trong khi Medicare và hộ chiếu là vấn đề của Liên bang. Các yêu cầu để thay đổi giới tính của một người được công nhận và sửa đổi trong hồ sơ chính phủ và các tài liệu chính thức tùy thuộc vào quyền tài phán. Công nhận giới tính và giới tính cho các mục đích liên bang như Medicare và hộ chiếu chỉ cần một lá thư. Ngược lại, hầu hết các bang và vùng lãnh thổ áp đặt các yêu cầu bổ sung đối với việc công nhận giới đã bị chỉ trích bởi Ủy ban Nhân quyền Úc và những người ủng hộ LGBT. Ở hầu hết các tiểu bang và vùng lãnh thổ, người đó phải trải qua chuyển đổi giới tính. Yêu cầu ly hôn nếu một người đã kết hôn đã được gỡ bỏ do hợp pháp hóa hôn nhân đồng giới vào năm 2017. Điều này có hiệu lực vào ngày 9 tháng 12 năm 2018, trừ khi chính phủ tiểu bang hoặc lãnh thổ loại bỏ yêu cầu này trước đó. Những người ủng hộ lập luận rằng tình trạng hôn nhân và yêu cầu phẫu thuật là không liên quan đến việc công nhận giới tính hoặc danh tính giới tính của một người, và thay vào đó nên dựa vào sự tự nhận dạng của họ.
Kể từ tháng 7 năm 2018, Lãnh thổ thủ đô Úc và Nam Úc là hai khu vực pháp lý duy nhất của Úc đã sửa đổi luật của họ để cho phép một người thay đổi giới tính được ghi trong giấy khai sinh của họ mà không cần phải trải qua chuyển đổi giới tính hoặc ly hôn nếu đã kết hôn. Lãnh thổ phía Bắc đã phù hợp bằng cách loại bỏ cả hai yêu cầu vào tháng 11 năm 2018.
Victoria đã thông qua luật loại bỏ yêu cầu ly hôn bắt buộc chỉ vào tháng 5 năm 2018 và cả Queensland và New South Wales tháng trong tháng sáu. Tây Úc đã tham gia các khu vực pháp lý này và xóa yêu cầu ly hôn bắt buộc vào tháng 2 năm 2019, đã bãi bỏ yêu cầu chuyển đổi giới tính vào năm 2011. Mặc dù bãi bỏ yêu cầu ly hôn ở bốn tiểu bang này, mỗi người trong số họ yêu cầu một người phải trải qua phẫu thuật xác định lại giới tính trước khi được phép ghi lại sự thay đổi giới tính trong giấy khai sinh.
Ở Tasmania, một dự luật đã được đưa ra trong Nghị viện vào tháng 10 năm 2018 bởi Chính phủ tự do chỉ bãi bỏ yêu cầu ly hôn bắt buộc. Tuy nhiên, các sửa đổi được chuyển bởi Đối lập lao động và Greens đã được thông qua thành công bởi Nhà hội vào tháng 11 năm 2018 bất chấp sự phản đối của Chính phủ, trong đó bãi bỏ yêu cầu phẫu thuật xác định lại giới tính, công nhận giới tính không nhị phân, đưa vào tùy chọn giới tính trong giấy khai sinh, giảm tuổi một người có thể thay đổi giới tính hợp pháp của họ mà không cần sự cho phép của cha mẹ đến mười sáu tuổi, cho phép cha mẹ của trẻ em ở mọi lứa tuổi đăng ký thay đổi giới tính phù hợp với "ý chí và sở thích" của trẻ, kéo dài thời gian Giới hạn sau khi sinh đối với cha mẹ của những đứa trẻ liên giới tính để đăng ký khai sinh cho con của họ tới 120 ngày và cập nhật luật chống phân biệt đối xử. Dự luật đã thông qua Hội đồng Lập pháp Tasmania vào tháng 4 năm 2019 với những sửa đổi. Vào ngày 10 tháng 5 năm 2019, Hạ viện đã phê chuẩn các sửa đổi của Hội đồng và dự luật hiện đang chờ sự đồng ý của hoàng gia.

#### Giấy khai sinh của nhà nước
| Quyền hạn                      | Thay đổi giới tính trên giấy khai sinh | Chuyển đổi giới tính tùy chọn?                                                                           | Buộc ly hôn bãi bỏ? | Giới tính không nhị phân được công nhận? | Luật chống phân biệt đối xử liên quan đến bản dạng giới |
| ------------------------------ | -------------------------------------- | --- | ------------------- | ---------------------------------------- | ------------------------------------------------------- |
| Lãnh thổ thủ đô Úc             | Yes                                    | Yes | Yes                 | Yes                                      | Yes                                                     |
| New South Wales và Đảo Norfolk | Yes                                    | No | [ 84 ]              | Yes                                      | Yes                                                     |
| Lãnh thổ phía Bắc              | Yes                                    | [ 78 ]                                                                                                   | [ 78 ]              | [ 78 ]                                   | Yes                                                     |
| Queensland                     | Yes                                    | No | [ 81 ] [ 85 ]       | No                                       | Yes                                                     |
| Nam Úc                         | Yes                                    | Yes | Yes                 | Yes                                      | Yes                                                     |
| Tasmania                       | Yes                                    | [ 83 ] [ 86 ]                                                                                            | [ 83 ] [ 86 ]       | [ 83 ] [ 86 ]                            | Yes                                                     |
| Victoria                       | Yes                                    | Yes | [ 87 ] [ 88 ]       | Yes                                      | Yes                                                     |
| Tây Úc                         | Yes                                    | (Cho phép điều trị nội tiết tố như một phương pháp điều trị thay thế cho sự thay đổi giới tính hợp pháp) | [ 90 ]              | No                                       | Yes                                                     |

Giấy khai sinh được cấp bởi các tiểu bang và vùng lãnh thổ. Ở nhiều tiểu bang, triệt sản là (hoặc đã) được yêu cầu đối với người chuyển giới để được công nhận giới tính ưa thích của họ trong các tài liệu nhận dạng hồng y.

### Điều trị chứng khó nuốt ở giới
Điều trị y tế cho rối loạn giới tính ở trẻ em dậy thì thường được chia thành hai giai đoạn:
- Điều trị ở giai đoạn 1 liên quan đến việc sử dụng chặn tuổi dậy thì, có thể đảo ngược và có thể được truy cập bởi những trẻ đã đạt đến giai đoạn 2 hoặc 3 của phát triển dậy thì trên Thang đo Tanner - điều này có thể xảy ra sớm nhất là 10 tuổi;[92]
- Điều trị ở giai đoạn 2 bao gồm quản lý liệu pháp hormone giới tính chéo như testosterone hoặc estrogen. Điều này có tác dụng không thể đảo ngược (như giọng nói trầm hơn sau liệu pháp thay thế hormone từ nữ thành nam hoặc tăng trưởng vú sau Liệu pháp thay thế hormone nam-nữ). Nó thường có sẵn khi một người đã 16 tuổi.[92]

Người Úc chuyển giới thường không đủ điều kiện cho phẫu thuật xác định lại giới tính cho đến khi họ tròn 18 tuổi.
Medicare Australia cung cấp bảo hiểm cho nhiều ca phẫu thuật lớn cần thiết cho phẫu thuật xác định lại giới tính. Tuy nhiên, thường có thể có một khoảng cách giữa lợi ích Medicare được trả và số tiền bác sĩ phẫu thuật sẽ tính, đôi khi là số tiền hàng ngàn đô la. Tuy nhiên, nhiều chính sách bảo hiểm y tế tư nhân của Úc cung cấp chính sách bảo hiểm bệnh viện tư nhân bao gồm bất kỳ thủ tục SRS nào cũng được Medicare chi trả. Thông thường có một khoảng thời gian chờ đợi trước khi các công ty bảo hiểm cho phép mọi người yêu cầu các dịch vụ này, thường là khoảng 12 tháng.
Kể từ tháng 11 năm 2017, một đứa trẻ chuyển giới có thể truy cập cả hai thuốc chặn tuổi dậy thì và điều trị hoóc môn liên giới mà không cần sự chấp thuận của tòa án nếu có sự thỏa thuận giữa trẻ, cha mẹ và bác sĩ điều trị. "Hướng dẫn chăm sóc và điều trị theo tiêu chuẩn Úc dành cho trẻ em và thanh thiếu niên đa dạng về giới tính và giới tính" đã được phát hành vào năm 2018.

## Bảng tóm tắt

### Liên bang
| Quyền hạn | Hôn nhân đồng giới | Tình trạng mối quan hệ de facto | Tình trạng mối quan hệ đã đăng ký                                                                      | Độ tuổi đồng ý                            | Pháp luật chống phân biệt đối xử | Nhận nuôi và nuôi dưỡng cha mẹ            | Công nhận của cha mẹ trong giấy khai sinh | Tiếp cận khả năng sinh sản (tức là IVF và/hoặc thay thế)                           | Quyền thay đổi giới tính hợp pháp                                                                                             |
| --------- | ------------------ | ------------------------------- | --- | ----------------------------------------- | -------------------------------- | ----------------------------------------- | ----------------------------------------- | ---------------------------------------------------------------------------------- | --- |
| Úc        | (2017)             | (2009)                          | (Được bảo vệ bởi luật tiểu bang/lãnh thổ; chương trình đăng ký quan hệ không kết hôn có sẵn khác nhau) | (Được bảo vệ bởi luật tiểu bang/lãnh thổ) | (2013)                           | (Được bảo vệ bởi luật tiểu bang/lãnh thổ) | (Được bảo vệ bởi luật tiểu bang/lãnh thổ) | / (Được bảo vệ bởi luật tiểu bang/lãnh thổ; WA cấm thay thế cho các cặp đồng giới) | (theo Nguyên tắc của Chính phủ Úc về công nhận giới tính và giới 2013; nếu không thì Được bảo vệ bởi luật tiểu bang/lãnh thổ) |

### Bang/Lãnh thổ
| Quyền hạn          | Đề án gia hạn                                                        | Gay hoảng loạn bảo vệ bãi bỏ        | Liệu pháp chuyển đổi bị cấm | Luật tội phạm kì thị bao gồm xu hướng tình dục | Luật chống phỉ báng | Quyền thay đổi giới tính hợp pháp mà không cần SRS/ly hôn |
| ------------------ | -------------------------------------------------------------------- | ----------------------------------- | --------------------------- | ---------------------------------------------- | ------------------- | --------------------------------------------------------- |
| Lãnh thổ Thủ đô Úc | (2015)                                                               | (2004)                              | (Đề xuất)                   | Yes                                            | [ 103 ]             | Yes                                                       |
| New South Wales    | (2014)                                                               | (2014)                              | No                          | Yes                                            | [ 103 ]             | (Yêu cầu chuyển đổi giới tính)                            |
| Lãnh thổ phía Bắc  | (2018)                                                               | (2006)                              | No                          | No                                             | [ 103 ]             | Yes                                                       |
| Queensland         | (2018)                                                               | (2017)                              | No                          | No                                             | [ 103 ]             | (Yêu cầu chuyển đổi giới tính)                            |
| Nam Úc             | / (2013; có thể đăng ký để được ghi là kết án đã chi, không hết hạn) | (Luật chung vị trí không bị bãi bỏ) | No                          | No                                             | [ 103 ]             | Yes                                                       |
| Tasmania           | (2018)                                                               | (2003)                              | No                          | Yes                                            | [ 103 ]             | Yes                                                       |
| Victoria           | (2015)                                                               | (2005)                              | [ 115 ]                     | Yes                                            | [ 103 ]             | (Yêu cầu chuyển đổi giới tính)                            |
| Tây Úc             | (2018)                                                               | (2008)                              | (Đề xuất)                   | No                                             | [ 103 ]             | (Yêu cầu chuyển đổi giới tính)                            |